# Papieskie Kolegium Leonianum
Papieskie Kolegium Leonianum (Pontificio Collegio Leoniano) – uczelnia katolicka znajdująca się we włoskim mieście Anagni.
Uczelnia została powołana przez papieża Leona XIII listem Etsi paternam z dnia 22 sierpnia 1897 w celu kształcenia przyszłego duchowieństwa dla południowej części Lacjum.

## Historia
Papieskie Kolegium Leonianum zostało otwarte 28 października 1897. Sam Leon XIII motu proprio Ad praeclaras laudes,  datowanym na 22 sierpnia tego samego roku, powierzył kierownictwo Kolegium ojcom Towarzystwa Jezusowego (do 1984) z jednoczesnym udzieleniem zgody na nadawanie stopni naukowych z teologii i filozofii. Seminarium zostało zbudowane w miejscu, gdzie kiedyś znajdował się mały kościół Madonna della Mercede. Budynek seminarium został zaprojektowany przez architekta Bonanniego: rozciąga się na 108 metrów i składa się z trzech pięter z salami konferencyjnymi, aulą, biblioteką, Instytutem Teologicznym Leonianum oraz kaplicą, w której znajdują się cenne gobeliny. Pius X przeprowadzający reformę włoskich seminariów, ustanowił w 1908 Papieskie Kolegium Leonianum seminarium międzydiecezjalnym dla południowej części Lacjum.

## Rektorzy
- o. Luigi Caterini, SJ (1898-1900);
- o. Lorenzo Lugani, SJ (1901-1903);
- o. Ottavio Procacci, SJ (1904-1908);
- o. Ermelindo Costa, SJ (1909-1911);
- o. Roberto Gherardi, SJ (1912-1914);
- o. Giovan Battista Natalini, SJ (1915-1919);
- o. Lorenzo Ciuchini, SJ (1920-1921);
- o. Paolo dell'Olio, SJ (1922-1927);
- o. Raffaele Bitetti, SJ (1928-1933);
- o. Ottorino Sivio Piccardi, SJ (1934-1939);
- o. Anselmo Aru, SJ (1939-1945);
- o. Raffaele Bitetti, SJ (1946-1950);
- o. Samuele Barbalato, SJ (1951-1956);
- o. Adolfo Bachelet, SJ (1957-1959);
- o. Samuele Barbalato, SJ (1960-1963);
- o. Luigi Gasperoni, SJ (1964-1970);
- o. Pietro Velletrani, SJ (1970-1975);
- o. Sergio Bianchini, SJ (1976-1979);
- o. Cesare Iori, SJ (1979-1984).

Od 21 czerwca 1984 r. kierowanie Papieskim Kolegium Leonianum zostało powierzone duchowieństwu diecezjalnemu.
- Lino Fumagalli z diecezji Porto-Santa Rufina (późniejszy biskup Sabina-Poggio Mirteto i biskup Viterbo): 1984-1993;
- Francesco Lambiasi z diecezji Latina-Terracina-Sezze-Priverno (późniejszy biskup Anagni-Alatri i biskup Rimini): 1993-1999[3];
- Giacomo Incitti z diecezji Frosinone-Veroli-Ferentino: 1999-2005;
- Giovanni Checchinato z diecezji Latina-Terracina-Sezze-Priverno (późniejszy biskup San Severo): 2005-2015[4];
- Leonardo D'Ascenzo z diecezji suburbicaria di Velletri-Segni (późniejszy arcybiskup di Trani-Barletta-Bisceglie): 2015-2017[5];
- Emanuele Giannone z diecezji Porto-Santa Rufina: od 2018[6].